# Unternehmen Südostkroatien
Das Unternehmen Südostkroatien war eine deutsche und kroatische Operation zur Partisanenbekämpfung im „Unabhängigen Staat Kroatien“, die vom 16. Januar bis zum 23. Januar 1942 im Osten des heutigen Bosnien-Herzegowina durchgeführt wurde.

## Hintergrund
Nach der Besetzung Jugoslawiens durch die Achsenmächte im April 1941 hatte sich im Verlauf des Sommers und Herbsts 1941 eine starke Widerstandsbewegung in Jugoslawien aufgebaut (Aufstand in Serbien 1941, Aufstand in Montenegro 1941), die einerseits aus den kommunistischen Partisanen unter Josip Broz Tito und andererseits aus verschiedenen serbisch-nationalistischen Milizen, sogenannten „Tschetniks“, bestand, als deren wichtigstem Führer sich Draža Mihailović herausstellte.
Im Oktober 1941 hatte der Tschetnik-Unterführer Jezdimir Dangić in Ostbosnien eine dominante Stellung erreicht, indem er mehrere der örtlichen Widerstandsgruppen in seine Koalition einband. Dabei schmiedete Dangić sogar eine Zweckallianz mit den örtlichen Partisanen. Die Romanija-Partisanen und die Dangić-Tschetniks eroberten am 23. Oktober 1941 die Ortschaft Rogatica in Ostbosnien, was den bisher größten Erfolg des Widerstands in der Region darstellte.

## Operationsgeschichte
Am 16. Januar 1942 trat die 718. Infanterie-Division von Tuzla und Sarajevo aus mit je einem Regiment zum Angriff an, während die kampfstarke 342. Infanterie-Division die serbisch-kroatische Grenze bei Zvornik überquerte und mit den Infanterieregimentern 697 und 699 in Richtung Vlasenica und mit dem Infanterieregiment 698 in Richtung Rogatica vorstieß.
Bei Pjenovac kam es zu einem einzelnen größeren taktischen Gefecht zwischen einem Bataillon des Infanterieregiments 698 und der Nachhut der 1. Proletarischen Brigade der Partisanen, die sich gemeinsam mit dem Obersten Stab der Partisanenbewegung über die Demarkationslinie absetzte. Der Widerstand der Italiener, die entgegen ihren Versprechungen an die Deutschen nicht in Divisions-, sondern in Bataillonsstärke aufmarschiert waren, war nicht ausreichend, um das Entkommen der Partisanen zu verhindern. Unter den harten Bedingungen des Rückzugs erlitten die Partisanen in der Winterkälte der bosnischen Gebirgskämme schmerzhafte Verluste, die noch zuzüglich zum Gefecht bei Pjenovac ihre Einheiten schwächten.
Die Operation wurde am 23. Januar beendet, ohne dass die geplante Zerstörung der Partisanen gelungen wäre.

### Verhandlungen der Wehrmacht mit Dangić
Am 31. Januar machte Dangić den Deutschen sogar ein vollumfassendes Kollaborationsangebot, nachdem Oberst Erich Kewisch, Stabschef unter Bader, Gespräche angeregt hatte. Der Kollaborationsvertrag war am 1. Februar 1942 bereits unterschriftreif, wurde jedoch von den Vertretern der Ustascha-Regierung, der in Ostbosnien die Zuständigkeiten entzogen worden wären, strikt abgelehnt und kam letztlich nicht zur Unterzeichnung. Im Nachklang dieser „Affäre Dangić“ erließ OKW-Chef Keitel am 10. Februar ein Verbot der Kontaktaufnahme zu irregulären Gegnern. Über das Verbot würden sich die deutschen Truppenführer in Jugoslawien wiederholt hinwegsetzen.

## Nachwirkung

### Analyse
Am 21. Januar fasste Wehrmachtsbefehlshaber Südost Walter Kuntze vor dem Hintergrund des scheiternden Unternehmens Südostkroatien in einer Denkschrift ans OKW die Probleme auf dem jugoslawischen Kriegsschauplatz zusammen. Als Hauptproblem benannte Kuntze die Inaktivität der italienischen Armee, gefolgt von den kontraproduktiven völkermörderischen Massakern der Ustascha-Milizen und das Fehlen eines Oberbefehlshabers für den NDH-Staat, der alle Kräfte der Achsenmächte (Deutschland, Italien, Kroatien) bündeln könnte. Zuletzt beklagte Kuntze auch die Überforderung der 718. Infanterie-Division, die mit lediglich zwei Regimentern die ganze Nordhälfte des NDH-Staats decken sollte und damit überfordert wäre. In der Antwort von OKW-Chef Keitel vom 1. Februar wurde nur der letzte Punkt damit beantwortet, dass Verstärkungen in nächster Zeit nicht zu erwarten seien und dass es Kuntzes Aufgabe sei, „diejenigen Methoden anzuwenden, die den Erfolg garantieren“. Keitel bemängelte die geringe Zahl von Exekutionen und die zu hohe Zahl von Kriegsgefangenen.

### Unternehmen Ozren
Auf das Unternehmen „Südostkroatien“ folgte das kurze Unternehmen „Ozren“ (29. Januar bis 4. Februar 1942), in dem drei deutsche Regimenter das Ozrengebirge durchkämmten. Es war die Aufgabe der aus Kladanj vorstoßenden 718. Infanterie-Division sowie des ihm von der 342. Infanterie-Division ausgeliehenen Infanterieregiments 697, das Gebiet zwischen den Flüssen Bosna und Spreča nach Partisanengruppen zu durchsuchen und diese zu zerstören. Dabei wurde die 718. Division durch Kampfpanzer und einen Panzerzug unterstützt. Zehn Bataillone der kroatischen Heimwehr sowie einige kroatische Artilleriebatterien hatten die Aufgabe, die Flusstäler abzuriegeln, um Ausweichbewegungen der Partisanen abzufangen. Die Wehrmacht erzielte während „Ozren“ keinen größeren Erfolg gegen die Partisanenbewegung.

### Rückzug der Partisanen
Die während „Südostkroatien“ und „Ozren“ gehetzten Partisanen setzten sich schließlich in der Gegend Goražde–Foča fest. In den benachbarten Partisanen-Basen im Sandžak, in der östlichen Herzegowina sowie in Montenegro entstand ein neues zusammenhängendes Gebiet (Republik Foča), dessen Eroberung eine erneute Militäraktion der Achsenmächte erforderte.

### Offensive der Tschetniks
Die Tschetniks nutzten die Schwächephase der Partisanen für einen Handstreich in Majevica (20. Februar), während sie gleichzeitig in Montenegro und in der Herzegowina unter der Führung von Pavle Đurišić im Norden und Bajo Stanišić im Süden zum Angriff auf die örtlichen Partisanenhochburgen antraten. Die Partisanen verloren die Kontrolle über Kolašin (23. Februar), woraufhin die montenegrinischen Tschetniks ein Stillhalteabkommen mit den Italienern schlossen (27. Februar). Im April einigten sich die beiden Tschetnik-Befehlshaber in Montenegro schließlich in gegenseitigem Machtverzicht auf die gemeinsame Unterordnung unter den ehemaligen Gouverneur Blažo Đukanović.

### Historiographie
Die Unternehmen „Südostkroatien“ und „Ozren“ wurden in der jugoslawischen Nachkriegshistoriographie gemeinsam als „zweite feindliche Offensive“ bezeichnet.